# Episodi di Sugarfoot (seconda stagione)
La seconda stagione della serie televisiva Sugarfoot è andata in onda negli Stati Uniti dal 16 settembre 1958 al 9 giugno 1959 sulla ABC.
| nº | Titolo originale         | Prima TV USA      |
| -- | ------------------------ | ----------------- |
| 1  | Ring of Sand             | 16 settembre 1958 |
| 2  | Brink of Fear            | 30 settembre 1958 |
| 3  | The Wizard               | 14 ottobre 1958   |
| 4  | The Ghost                | 28 ottobre 1958   |
| 5  | The Canary Kid           | 11 novembre 1958  |
| 6  | The Hunted               | 25 novembre 1958  |
| 7  | Yampa Crossing           | 9 dicembre 1958   |
| 8  | Devil to Pay             | 23 dicembre 1958  |
| 9  | The Desperadoes          | 6 gennaio 1959    |
| 10 | The Extra Hand           | 20 gennaio 1959   |
| 11 | Return of the Canary Kid | 3 febbraio 1959   |
| 12 | The Mysterious Stranger  | 17 febbraio 1959  |
| 13 | The Giant Killer         | 3 marzo 1959      |
| 14 | The Royal Raiders        | 17 marzo 1959     |
| 15 | The Mountain             | 31 marzo 1959     |
| 16 | The Twister              | 14 aprile 1959    |
| 17 | The Vultures             | 28 aprile 1959    |
| 18 | The Avengers             | 12 maggio 1959    |
| 19 | Small Hostage            | 26 maggio 1959    |
| 20 | Wolf                     | 9 giugno 1959     |

## Ring of Sand
- Diretto da: Leslie H. Martinson
- Scritto da: Raphael Hayes

### Trama
- Guest star: Terry Rangno (ragazzo), Fintan Meyler (Mrs. Dale), Rodolfo Hoyos, Jr. (Morales), Will Wright (Job Turner), Edd Byrnes (Borden), John Russell (Jeff Seward)

## Brink of Fear
- Diretto da: Leslie H. Martinson

### Trama
- Guest star: Don Gordon (Robber), Lane Chandler (Marshal), Harry Antrim (Logan), Allen Case (Deputy), Venetia Stevenson (Dodie Logan), Jerry Paris (Cully Abbott)

## The Wizard
- Diretto da: Joseph Lejtes

### Trama
- Guest star: Beverly Gowan, Jon Lormer, Oliver McGowan, Paul Keast (giudice Wilson), Ed Kemmer (sceriffo Collins), Norma Moore (Olivia), Efrem Zimbalist Jr. (Kerrigan the Great)

## The Ghost
- Diretto da: Lee Sholem
- Scritto da: C.L. Moore

### Trama
- Guest star: Michael Pate (Ross Garrett), Gail Kobe (Molly), Ed Kemmer (Deputy), Tommy Rettig (Steve Carter)

## The Canary Kid
- Diretto da: Montgomery Pittman
- Scritto da: Montgomery Pittman

### Trama
- Guest star: Will Hutchins (The Canary Kid), Yvonne Shubert (Mrs. Brimstone), Stuart Randell (sceriffo), Don 'Red' Barry (padre di Arkansas Ferguson), Saundra Edwards (Prudence), Lonnie Blackman (Mary), Frank Albertson (giudice Mortimer Hall)

## The Hunted
- Diretto da: Joseph Lejtes
- Scritto da: Peter R. Brooke

### Trama
- Guest star: Francis DeSales (maggiore Sterling), R.G. Armstrong (Clay Calhoun), Sue George (Cynthia Comstock), Mike Lane (John Allman)

## Yampa Crossing
- Diretto da: Joseph Lejtes
- Scritto da: Tom W. Blackburn

### Trama
- Guest star: Harold Stone (Gait Kimberly), Brian G. Hutton (The Kid), Roger Smith (Gene Blair), Sam Buffington (Henry Dixon), Earle Hodgins (vecchio)

## Devil to Pay
- Diretto da: Lee Sholem
- Scritto da: Frederick Frank

### Trama
- Guest star: H. M. Wynant (Grey Hawk), John Carradine (Mathew McDavitt), Grace Raynor (Monah), Tol Avery (Big Jim Case)

## The Desperadoes
- Diretto da: Joseph Lejtes
- Scritto da: Raphael Hayes

### Trama
- Guest star: Neyle Morrow (Pedro), Eugène Martin (Pedro), Richard Garland (colonnello Winslow), Abby Dalton (Elizabeth Bingham), Anthony George (Padre John), Jack Kruschen (Sam Bolt)

## The Extra Hand
- Diretto da: Lee Sholem
- Scritto da: Peter R. Brooke

### Trama
- Guest star: Henry Rowland (Big Swede), Jack Lambert (Hank Bremer), Anthony Caruso (Vic Larour), Karl Swenson (Sharlakov)

## Return of the Canary Kid
- Diretto da: Montgomery Pittman
- Scritto da: Montgomery Pittman

### Trama
- Guest star: Dick Rich (sergente Haglund), Dennis Moore (caporale Pelham), Raymond Hatton (Tucker), Will Hutchins (The Canary Kid), Richard Reeves (Blackie Stevens), Doy O'Dell (Clanker), Don 'Red' Barry (Arkansas Ferguson), Saundra Edwards (Prudence), Wayde Preston (Chris Colt)

## The Mysterious Stranger
- Diretto da: Paul Henreid

### Trama
- Guest star: Karl Swenson (O'Hara), Sue Randall (Kathy), Frank Cady (Jay Hollis), Adam West (Frederick Pulaski)

## The Giant Killer
- Diretto da: Joseph Lejtes
- Scritto da: Norman Daniels e Harold Medford

### Trama
- Guest star: Dorothy Provine, Joan Camden (Molly), Jonathan Kidd (Clarence), John Litel (Crenshaw), Jay North (Bobby), Patricia Barry (Doreen Bradley), R.G. Armstrong (Lou Stoner)

## The Royal Raiders
- Diretto da: Leslie H. Martinson
- Scritto da: Peter R. Brooke

### Trama
- Guest star: Betty Lynn (Sarah Sears), Dennis Patrick (Cal Sears), Joe De Santis (generale Perez), Jacqueline Beer (Yvette Marveux), Helmut Dantine (maggiore Horst von Hoffstadt)

## The Mountain
- Diretto da: Joseph Lejtes
- Scritto da: Catherine Kuttner

### Trama
- Guest star: Don Dubbins (Vic Bradley), Miranda Jones (Jean Bradley), Rosa Rey (Native American Woman), Don Devlin (White Eagle)

## The Twister
- Diretto da: Joseph Lejtes
- Scritto da: James Gunn e Ellis St. Joseph

### Trama
- Guest star: Tom Brown (sceriffo Rayle), Robin Warga (Joe), Wendy Winkelman (Polly), Betty Lynn (Miss Fenton), Fred Beir (Roy Cantwell), Stephen Talbot (Ab Martin), Don Dubbins (Sid Garvin)

## The Vultures
- Prima televisiva: 28 aprile 1959
- Diretto da: Joseph Lejtes
- Scritto da: Peter R. Brooke e James Gunn

### Trama
- Guest star: Roy Engel (sergente Jacey), Philip Ober (generale Humphrey), Alan Marshal (colonnello Lucius Starkey), Richard Long (capitano Clayton Raymond), Faith Domergue (Isabel Starkey)

## The Avengers
- Diretto da: Joseph Lejtes
- Scritto da: Lowell Barrington, Jack Emanuel e Montgomery Pittman

### Trama
- Guest star: Mike James (Tony), Edgar Stehli (Zachary), Dorothy Provine (Bonnie), Vito Scotti (Aquistapace), Richard H. Cutting (Deputy), Luana Anders (Nature Girl), Steve London (Pike)

## Small Hostage
- Diretto da: Anton Leader
- Scritto da: Polly James

### Trama
- Guest star: Joan Lora (Estrella), Rodolfo Acosta (Rafael), Jay Novello (Pepe Valdez), Gary Hunley (Chico), Robert Warwick (colonnello Cyrus Craig)

## Wolf
- Diretto da: Joseph Lejtes
- Scritto da: Milton S. Gelman

### Trama
- Guest star: Frank Ferguson (Doc Spooner), William Fawcett (Jul Wilkes), Ted de Corsia (Lee Stapes), Virginia Gregg (Belle Kellogg), Judy Nugent (Charonne), Wright King (Wolf Wilkes)